# Ley AntiSociedad
La Ley de Fiscalización, Regularización, Actuación y Financiamiento de las Organizaciones No Gubernamentales y Afines, también conocida coloquialmente como la Ley AntiSociedad, es una ley aprobada por la V Legislatura de la Asamblea Nacional de Venezuela, de mayoría oficialista. La ley fue presentada en primera discusión en la Asamblea Nacional el 24 de enero de 2023 y fue aprobada en segunda discusión el 15 de agosto de 2024, días después de las elecciones presidenciales del mismo año.
La legislación le concede facultades al gobierno de Nicolás Maduro de abrir procedimientos administrativos contra organizaciones no gubernamentales que pueden acarrear desde la suspensión de sus actividades hasta su disolución. La ley es polémica y ha sido criticada por organizaciones no gubernamentales, las cuales han denunciado que tiene como objetivo criminalización de las ONGs y de los activistas de derechos humanos, y que tendría efectos negativos tanto para la defensa de derechos humanos como para la ayuda humanitaria en el país. Hasta un total de 400 organizaciones nacionales e internacionales han criticado el texto. El Alto Comisionado de Derechos Humanos de la Naciones Unidas, Volker Türk, pidió al gobierno venezolano establecer un «amplio proceso consultivo» sobre la ley. 
La Misión de Determinación de Hechos sobre Venezuela de las Naciones Unidas expresó su preocupación y declaró que la aprobación de «la ley sobre ONG puede representar un punto de no retorno en el cierre del espacio cívico y democrático en Venezuela».

## Antecedentes
En 2005, se redactó la primera versión del proyecto de Ley de Cooperación Internacional, el cual fue aprobado el 13 de junio de 2006 en primera discusión durante la II Legislatura de la Asamblea Nacional de Venezuela, cuando estaba siendo presidida por Nicolás Maduro. Después de las denuncias de organizaciones no gubernamentales y de alertas, el proyecto fue olvidado. En 2010, cuando la Asamblea era presidida por Cilia Flores, el texto volvió a ser debatido, pero nunca fue presentado para una segunda discusión.
En 2015, teniendo como presidente a Diosdado Cabello, el proyecto volvió a ser incorporado en la agenda de debate, generando varios pronunciamientos en contra. Amnistía Internacional denunció que el proyecto de ley establecía que las organizaciones no gubernamentales sólo podían acceder a fondos de la cooperación internacional si cumplen con «los lineamientos y políticas que al efecto establezca el presidente». Ese año ocurrió lo mismo que en 2010, y el proyecto no se presentó en segunda discusión. A mediados de 2020, Cabello señaló en su programa Con El Mazo Dando que el objetivo del proyecto era «aplicar todas las sanciones, el máximo de sanciones que se pueda a aquellos que reciben financiamiento de Estados Unidos para conspirar con la Patria. Después van a decir que están perseguidos». En 2021, el proyecto recibió el nombre de «Ley de Cooperación Internacional». El presidente de la comisión de política exterior de la Asamblea para entonces, Timoteo Zambrano, afirmó que tenía como objetivo «normar lo referente a la cooperación internacional que recibe y ofrece Venezuela de las distintas organizaciones nacionales e internacionales». Desde entonces la ley no se volvió a mencionar hasta ese año.
En 2022 se filtró el borrador de una «Ley de Cooperación Internacional» que sancionaba a con suspensión o eliminación a las organizaciones no gubernamentales que, directa o indirectamente, apoyaran o promovieran sanciones internacionales contra Venezuela.
Más de 500 organizaciones no gubernamentales, incluyendo a Amnistía Internacional y a Human Rights Watch, denunciaron que la regulación podía poner en riesgo la ayuda humanitaria de los sectores más vulnerables de Venezuela ante la probable obstaculización de la recepción de recursos procedentes del exterior, y que violaba otros derechos humanos, como la libertad de expresión. En el comunicado también se denuncia que el proyecto buscaba reinterpretar la definición de cooperación internacional de acuerdo con los intereses del gobierno venezolano, descartando conceptos como los derechos humanos y la ayuda humanitaria, y dado que el Estado contaba con suficientes normas e instrumentos legales internacionales, buscaba conseguir un monopolio sobre la cooperación internacional.
Igualmente, el proyecto establecía obligatoriedad de dar información «a cualquier ciudadano que lo solicite» relacionada con estatutos y actividades, lo cual ha generado preocupación para las ONGs de que se vea amenazada la confidencialidad que protege, por ejemplo, a las víctimas de violaciones de derechos humanos. Un diputado, quien se mantuvo en anonimato, informó a Efecto Cocuyo que el anteproyecto de ley había sido presentado por el Partido Socialista Unido de Venezuela (PSUV) y distribuido entre los miembros de la comisión de política exterior. El 20 de enero de 2023, Diosdado Cabello anunció que presentaría un proyecto de ley para regular a ONGs al pleno de la Asamblea, lo que procedió a hacer el 24 de enero. El proyecto de ley fue aprobado en primera discusión. ONGs como Redes Ayuda denunciaron que la ley tenía alrededor de dos años preparándose en el seno del oficialismo.

## Contenido
Antes de la aprobación del proyecto de ley, la legislación venezolana ya establecía el registro de las ONGs. En el artículo 8 de la ley establece, bajo pena de sanciones, la obligatoriedad del registro de la organización. El artículo 16 consiste en una serie de ilícitos, incluyendo la inscripción en el registro, el incumplimiento del registro de sus actos, o el incumplimiento «de la obligación de coadyuvar con el Estado en sus actividades de control y fiscalización».
La ley le concede facultades al gobierno de Nicolás Maduro de abrir procedimientos administrativos en caso de considerar la detección de alguna violación, los cuales incluyen la suspensión de actividades de las organización o hasta su disolución. Prohíbe expresamente a las organizaciones no gubernamentales «realizar actividades políticas» y «promover o permitir actuaciones que atenten contra la estabilidad nacional y las instituciones» y «cualquier otro acto prohibido en la legislación venezolana», y las obliga a entregar mucha de su información, incluyendo la de donantes.
Además, establece la obligación de declarar su inventario de bienes, balances contables, estados financieros y «relación de donaciones recibidas con plena identificación de los donantes, indicando si son nacionales o extranjeros», que deben inscribirse en el registro y que deben declarar todo lo relacionado con la ley dentro del «transcurso del primer año contado de la entrada en vigencia de la ley». El contenido de la ley también contempla multas de hasta 12.000 dólares (200 petros).

## Historia

### Propuesta de Diosdado Cabello
El 24 de enero de 2023, Diosdado Cabello presentó el proyecto bajo el nombre de «Ley de Fiscalización, Regularización, Actuación y Financiamiento de las Organizaciones No Gubernamentales y Afines», con 17 artículos y 2 disposiciones transitorias. En su intervención, Cabello cuestionó el origen y trabajo de las organizaciones no gubernamentales, a las que describió como dependencias de gobiernos extranjeros y acusó, sin pruebas, de usar fondos de Estados Unidos para desestabilizar al gobierno. Durante su discurso, Cabello no mencionó que las asociaciones civiles están registradas de acuerdo con la legislación venezolana vigente y que parte de los fondos recibidos forman parte de la cooperación internacional regulada por el Estado venezolano.
Cabello declaró que contaba con una primera lista de 62 organizaciones no gubernamentales propensas de ser reguladas por la ley, incluyendo a Súmate, Provea, Futuro Presente, Lidera, Instituto Parlamentario Fermín Toro y Más Ciudadanos, ligada a la Universidad Católica Andrés Bello (UCAB). También acusó a algunas de ellas, incluyendo Futuro Presente y Lidera, de estar asociados con partidos políticos opositores como Primero Justicia y Voluntad Popular.

### Primera discusión
Luego de un breve debate, el proyecto de la Ley Anti Solidaridad fue aprobado en primera discusión por la mayoría oficialista de la Asamblea Nacional, con el voto salvado de la coalición Alianza Democrática. José Brito, miembro de la agrupación, argumentó que era necesaria una discusión amplia de la ley con los sectores de la sociedad y propuso una comisión nacional de consulta con los mismos para su evaluación.
De acuerdo con el procedimiento legislativo, el proyecto debía ser enviado a la Comisión de Política Interior, la cual debe revisar el borrador; posteriormente debe ser llevada a segunda discusión para su aprobación, luego de lo cual entraría en vigencia.

### Segunda discusión
El 9 de enero de 2024, el proyecto de ley entró en segunda discusión. Iniciando el año, el presidente de la Asamblea, Jorge Rodríguez, le pidió a los diputados que iniciaran un «proceso de consultas públicas» para contribuir al proceso de ley.Diosdado Cabello afirmó el 18 de enero que la ley «sería muy severa».
La ley fue aprobada en segunda discusión el 15 de agosto de 2024, en medios de una ola de represión días después de las elecciones presidenciales del mismo año.

## Reacciones
En comunicados conjuntos, el proyecto ha sido criticado hasta por 400 organizaciones nacionales e internacionales.
Amnistía Internacional (AI) alertó sobre el proyecto y pidió su cese, publicó una carta abierta donde denunciaba que «la Asamblea Nacional de Venezuela dio su primer paso para aprobar un proyecto de ley que busca controlar, restringir y potencialmente criminalizar y cerrar las ONG que operan en Venezuela. Si se aprueba este proyecto de ley, todas las ONG venezolanas tendrán que cumplir con medidas abusivas o enfrentar un proceso penal». AI declaró que los derechos de asociación y privacidad tanto de las ONGs como la de sus beneficiarios se verían violados debido a controles intrusivos, tales como la información sobre su financiamiento, personal y gobierno, y las personas correrían un grave riesgo de represalias y de criminalización.
La ONG Provea describió la ley como un paso para la criminalización de las organizaciones no gubernamentales, y declaró que buscaba ilegalizar a las organizaciones venezolanas de derechos humanos y de la sociedad civil. Ramón Guillermo Aveledo, presidente del Instituto Parlamentario Fermín Toro (incluido por Diosdado Cabello en la lista de las ONGs a las que se les podía aplicar la ley), declaró que el Instituto se dedicaba «abiertamente a la promoción y defensa de la convivencia pacífica en el marco de la Constitución, como consta a concejales y legisladores que asisten a nuestros cursos y a los lectores de nuestras publicaciones».
Dinorah Figuera, presidenta de la Asamblea Nacional opositora de 2015, describió la ley como una «nueva ley mordaza» que busca amedrentar a activistas de derechos humanos. Juan Guaidó declaró como respuesta que la administración de Nicolás Maduro buscaba perseguir e ilegalizar a las organizaciones no gubernamentales venezolanas, además de profundizar la emergencia humanitaria de Venezuela.
Rocío San Miguel, presidenta de la ONG Control Ciudadano, respondió diciendo «Avanza el aplastamiento de la sociedad» ante el anuncio de Diosdado Cabello en su programa de televisión.
El 27 de enero de 2023, en una rueda prensa y en nombre de 120 organizaciones no gubernamentales a nivel nacional, portavoces de las organizaciones Civilis Derechos Humanos, Laboratorio de Paz y Acceso a la Justicia, declararon que la ley tendría efectos negativos tanto para la defensa de derechos humanos como para la ayuda humanitaria en el país, denunciaron que tenía como objetivo criminalizar el activismo de derechos humanos, y la calificaron como «represiva» y «totalitaria». El director de Acceso a la Justicia, Alí Daniels, denunció que las multas establecidas en la ley, entre 3000 y 12000 dólares, eran impagables para cualquier ONG, declarando que estaban diseñadas para que no pudieran ser cumplibles y para ilegalizar a las organizaciones. Durante la misma rueda de prensa, Daniels denunció la detención de la activista María Fernanda Rodríguez, de Lidera y Sinergia, en la Universidad Metropolitana de Caracas, declarando que la persecución arreciaría si se aprueba la ley.
El Alto Comisionado de Derechos Humanos de la Naciones Unidas, Volker Türk, pidió al gobierno venezolano establecer un «amplio proceso consultivo» sobre la ley. La Alianza por la Libertad de Expresión, que agrupa a organizaciones de la sociedad civil venezolana, alertó que «Una de las consecuencias más preocupantes de esta propuesta es que aumenta el riesgo de millones de personas en el país en situación crítica que hoy se benefician de programas sociales, humanitarios y derechos humanos en medio de una crisis estructural de larga duración. La ausencia de garantías institucionales efectivas para la protección de derechos derivó en el desplazamiento de más de 7 millones de personas lo que convirtió a Venezuela en el foco de una crisis migratoria sin precedentes en el continente».
La Misión de Determinación de Hechos sobre Venezuela de las Naciones Unidas expresó su preocupación y declaró que la aprobación de «la ley sobre ONG puede representar un punto de no retorno en el cierre del espacio cívico y democrático en Venezuela». El 11 de febrero de 2023, la organización Espacio Público publicó un comunicado suscrito por más de 400 asociaciones independientes y miembros de la sociedad civil donde expresa su «alarma y rechazo», expresando que la ley suprime la libertad de asociación, cierra el espacio público y admitiría las «represalias contra toda forma asociativa autónoma de la sociedad venezolana».
Después de que iniciara la segunda discusión del proyecto en enero de 2024, Amnistía Internacional denunció que en caso de ser aprobado, todas las ONGs tendrían que cumplir con medidas abusivas o enfrentar un proceso penal, y que dichas medidas violarían los derechos asociación y de privacidad, entre otros, poniendo a las organizaciones y a sus beneficiarias en riesgo de criminalización y de represalias.La Federación Internacional por los Derechos Humanos también se pronunció en contra del proyecto de ley.